# Haliclona abbreviata
Haliclona abbreviata är en svampdjursart som först beskrevs av Topsent 1918.  Haliclona abbreviata ingår i släktet Haliclona och familjen Chalinidae.
Artens utbredningsområde är havet utanför São Tomé och Príncipe. Inga underarter finns listade i Catalogue of Life.